# Baeopogon
Baeopogon – rodzaj ptaków z rodziny bilbili (Pycnonotidae).

## Występowanie
Rodzaj obejmuje gatunki występujące w Afryce Subsaharyjskiej.

## Morfologia
Długość ciała 19 cm, masa ciała samców 44–53 g, samic 40–48 g.

## Systematyka

### Etymologia
Greckie βαιος baios – mały; πωγων pōgōn, πωγωνος pōgōnos – broda.

### Podział systematyczny
Do rodzaju należą następujące gatunki:
- Baeopogon indicator (J. Verreaux & E. Verreaux, 1855) – kongowiec jasnooki
- Baeopogon clamans (Sjöstedt, 1893) – kongowiec ciemnooki